# Terra Rica
Terra Rica là một đô thị thuộc bang Paraná, Brasil. Đô thị này có diện tích 700,587 km², dân số năm 2007 là 14955 người, mật độ 19,6 người/km².